# Ramularia moehringiae
Ramularia moehringiae är en svampart som beskrevs av Lindr. 1902. Ramularia moehringiae ingår i släktet Ramularia och familjen Mycosphaerellaceae.   Inga underarter finns listade i Catalogue of Life.